# Liste der Stolpersteine in Wölpinghausen
Die Liste der Stolpersteine in Wölpinghausen enthält alle Stolpersteine, die im Rahmen des gleichnamigen Projekts von Gunter Demnig in Wölpinghausen verlegt wurden. Mit ihnen soll Opfern des Nationalsozialismus gedacht werden, die in Wölpinghausen lebten und wirkten.

## Verlegte Stolpersteine
| Adresse                 | Stadtteil   | Verlege- datum | Person, Inschrift                                                                                     | Bild                                                             | Anmerkung |
| ----------------------- | ----------- | -------------- | --- | ---------------------------------------------------------------- | --------- |
| Bergkirchener Straße 13 | Bergkirchen | 22. Nov. 2019  | Hier wohnte Jeanette Busack geb. Weinberg Jg. 1861 deportiert 1942 Theresienstadt ermordet 19.12.1942 | Stolperstein Bergkirchen Bergkirchener Straße 13 Jeanette Busack | [ 1 ]     |